# Wham Bam Slam
Wham Bam Slam (br.: As férias são um gozo) é um filme estadunidense curta metragem de 1955, dirigido por Jules White. É o 164º de um total de 190 filmes da série com os Três Patetas produzida pela Columbia Pictures entre 1934 e 1959.

## Enredo
Shemp está indisposto então Larry chama seu amigo Claude  A. Quacker (chamado de Cláudio Pas. Palhão pela dublagem brasileira, interpretado por Matt McHugh) que traz um livro sobre medicina e tenta descobrir o que aflige o Pateta. Após o exame ele acha que a causa é um dente cariado e todos então passam a tentar arrancá-lo de Shemp. Quando enfim conseguem, Claude vende aos Patetas um carro velho e um equipamento de acampamento (na verdade uma enorme barraca militar) e sugere a eles sairem de férias. 
Quando o trio carrega o equipamento no automóvel, um pneu murcha e Moe, ao tentar tirá-lo, fica com o pé preso debaixo da roda. Depois, quando dão a partida o motor explode e toda a bagagem cai em cima de Larry. Moe fica furioso com Claude mas Shemp está feliz pois diz que com toda aquela confusão está se sentindo bem melhor.

## Citações
- Larry: "Você sabe, peixe é bom para o cérebro."
- Moe: "Então você precisa de uma baleia!" (batendo em Larry) "Vai embora daqui!"

Depois de muita agitação, Shemp desmaia em cima de uma cadeira.
- Moe: "Ei Larry, Shemp desmaiou! Rápido, traga água!"
- Shemp: (voltando a si rapidamente) "Não, champanhe." (desmaia novamente)